# Cogners
Cogners est une commune française située dans le département de la Sarthe en région Pays de la Loire. En 2022, elle comptait 177 habitants.
Cogners a été classé Village fleuri avec quatre fleurs par le Conseil national des villes et villages fleuris.
La commune fait partie de la province historique du Maine, et se situe dans le Haut-Maine.

## Géographie
| Sainte-Osmane        | Évaillé | Sainte-Cérotte, Saint-Gervais-de-Vic |
| Sainte-Osmane        | Cogners | La Chapelle-Huon                     |
| Vancé, Sainte-Osmane | Vancé   | Vancé                                |

### Climat
Pour des articles plus généraux, voir Climat des Pays de la Loire et Climat de la Sarthe.
En 2010, le climat de la commune est de type climat océanique dégradé des plaines du Centre et du Nord, selon une étude du CNRS s'appuyant sur une série de données couvrant la période 1971-2000. En 2020, Météo-France publie une typologie des climats de la France métropolitaine dans laquelle la commune est exposée à un climat océanique altéré et est dans la région climatique  Moyenne vallée de la Loire, caractérisée par une bonne insolation (1 850 h/an) et un été peu pluvieux. 
Pour la période 1971-2000, la température annuelle moyenne est de 10,9 °C, avec une amplitude thermique annuelle de 14,8 °C. Le cumul annuel moyen de précipitations est de 735 mm, avec 11,1 jours de précipitations en janvier et 7,3 jours en juillet. Pour la période 1991-2020, la température moyenne annuelle observée sur la station météorologique de Météo-France la plus proche, sur la commune du Luart à 23 km à vol d'oiseau, est de 12,0 °C et le cumul annuel moyen de précipitations est de 686,4 mm,. Pour l'avenir, les paramètres climatiques de la commune estimés pour 2050 selon différents scénarios d'émission de gaz à effet de serre sont consultables sur un site dédié publié par Météo-France en novembre 2022.

## Urbanisme

### Typologie
Au 1er janvier 2024, Cogners est catégorisée commune rurale à habitat très dispersé, selon la nouvelle grille communale de densité à sept niveaux définie par l'Insee en 2022.
Elle est située hors unité urbaine. Par ailleurs la commune fait partie de l'aire d'attraction de Saint-Calais, dont elle est une commune de la couronne,. Cette aire, qui regroupe 10 communes, est catégorisée dans les aires de moins de 50 000 habitants,.

### Occupation des sols
L'occupation des sols de la commune, telle qu'elle ressort de la base de données européenne d’occupation biophysique des sols Corine Land Cover (CLC), est marquée par l'importance des territoires agricoles (93 % en 2018), une proportion sensiblement équivalente à celle de 1990 (92,8 %). La répartition détaillée en 2018 est la suivante : 
terres arables (65,7 %), prairies (15,8 %), zones agricoles hétérogènes (11,6 %), forêts (7 %). L'évolution de l’occupation des sols de la commune et de ses infrastructures peut être observée sur les différentes représentations cartographiques du territoire : la carte de Cassini (XVIIIe siècle), la carte d'état-major (1820-1866) et les cartes ou photos aériennes de l'IGN pour la période actuelle (1950 à aujourd'hui).

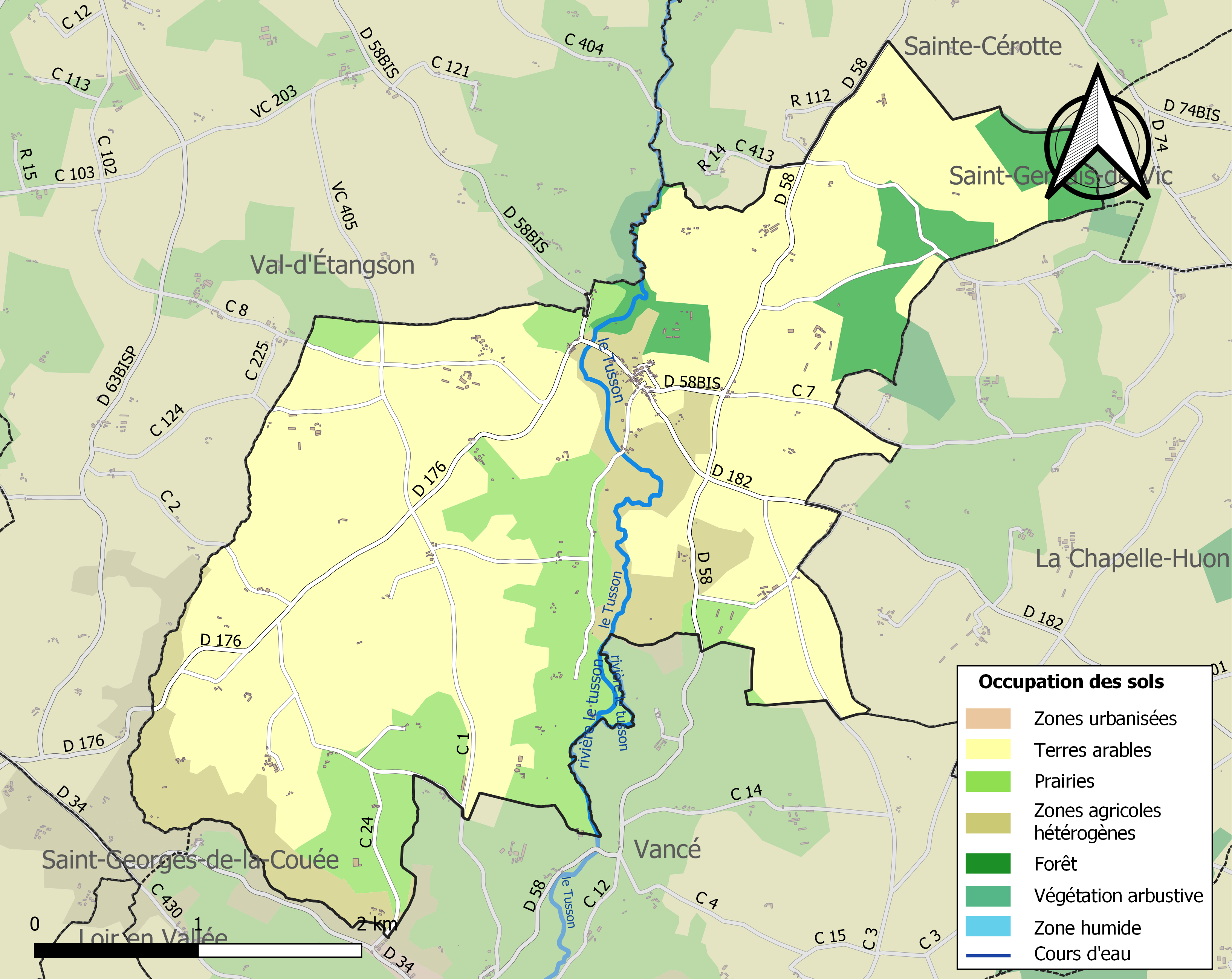
Carte des infrastructures et de l'occupation des sols de la commune en 2018 (CLC).

## Toponymie
Le gentilé est Cognerois.

## Politique et administration
| Période                                  | Période   | Identité                  | Étiquette | Qualité             |
| ---------------------------------------- | --------- | ------------------------- | --------- | ------------------- |
| 1898                                     |           | Trouillet                 |           |                     |
| 1790                                     | 1793      | Louis-Alexandre de Musset |           |                     |
| (avant 2001)                             | mars 2008 | Michel Jouanneau          |           |                     |
| mars 2008                                | En cours  | Michel Chéron             | SE        | Exploitant agricole |
| Les données manquantes sont à compléter. |           |                           |           |                     |

## Démographie
L'évolution du nombre d'habitants est connue à travers les recensements de la population effectués dans la commune depuis 1793. Pour les communes de moins de 10 000 habitants, une enquête de recensement portant sur toute la population est réalisée tous les cinq ans, les populations de référence des années intermédiaires étant quant à elles estimées par interpolation ou extrapolation. Pour la commune, le premier recensement exhaustif entrant dans le cadre du nouveau dispositif a été réalisé en 2008.
En 2022, la commune comptait 177 habitants, en évolution de −8,76 % par rapport à 2016 (Sarthe : −0,25 %, France hors Mayotte : +2,11 %).
| 1793 | 1800 | 1806 | 1821 | 1831 | 1836 | 1841 | 1846 | 1851 |
| ---- | ---- | ---- | ---- | ---- | ---- | ---- | ---- | ---- |
| 590  | 613  | 595  | 650  | 627  | 605  | 613  | 610  | 568  |

| 1856 | 1861 | 1866 | 1872 | 1876 | 1881 | 1886 | 1891 | 1896 |
| ---- | ---- | ---- | ---- | ---- | ---- | ---- | ---- | ---- |
| 561  | 563  | 537  | 504  | 512  | 529  | 536  | 524  | 521  |

| 1901 | 1906 | 1911 | 1921 | 1926 | 1931 | 1936 | 1946 | 1954 |
| ---- | ---- | ---- | ---- | ---- | ---- | ---- | ---- | ---- |
| 506  | 502  | 503  | 413  | 439  | 397  | 389  | 395  | 383  |

| 1962 | 1968 | 1975 | 1982 | 1990 | 1999 | 2006 | 2008 | 2013 |
| ---- | ---- | ---- | ---- | ---- | ---- | ---- | ---- | ---- |
| 363  | 327  | 255  | 207  | 191  | 204  | 199  | 197  | 202  |

| 2018 | 2022 | - | - | - | - | - | - | - |
| ---- | ---- | - | - | - | - | - | - | - |
| 182  | 177  | - | - | - | - | - | - | - |

## Lieux et monuments
- Église Saint-Pierre-et-Saint-Paul. L'église romane du XIe siècle fut réaménagée au XVIe[19] puis connut un remaniement intérieur au XVIIIe siècle, à l'initiative de Louis Houdayer, son curé[20].
- Il y a dans Cogners un château féodal remanié à travers tous les siècles, visitable au cours du mois de juillet.

## Personnalités liées
Alfred de Musset passait ses vacances dans la Sarthe au château de Cogners, auprès de son parrain, Louis Alexandre Marie de Musset, qui était aussi écrivain. Lors d'un de ses séjours dans le château de son parrain, la vue qu'avait Musset depuis sa chambre sur le clocher de l’église de Cogners lui inspira la Ballade à la Lune (in Les Contes d'Espagne et d'Italie, 1829). Par ailleurs, il retranscrivit toute la fraîcheur du calme et de l'atmosphère de Cogners dans ses deux pièces de théâtre On ne badine pas avec l'amour (1834) et Margot (1838).